# ادوارد آلبی
ادوارد فرانکلین آلبی (به انگلیسی: Edward Albee) (۱۲ مارس ۱۹۲۸ – ۱۶ سپتامبر ۲۰۱۶) نمایشنامه نویس آمریکایی و برنده ۳ جایزه پولیتزر بود. او را که بیشتر به خاطر نگارش نمایشنامه های چه کسی از ویرجینیا وولف می‌ترسد؟، داستان باغ وحش و رویای آمریکایی می شناختند،  وجدان بیدار آمریکا نامیده بودند. کارهای اولیه او به شکلی گونهٔ آمریکایی تئاتر پوچی و تأثیر پذیرفته از افرادی چون ژان ژنه، ساموئل بکت و اوژن یونسکو بود اما در واقع نمایشنامه های وی، نقد جامعه آمریکا بود.
نمایشنامه معروف چه کسی از ویرجینیا وولف می‌ترسد؟ سوای اهمیتش در عرصه نمایش و سینما، به عنوان یک متن مرجع در دروس روانشناسی و علوم ارتباطات دانشگاه‌های جهان مورد تجزیه و تحلیل قرار می‌گیرد.

## زندگی

### فرزندخواندگی
ادوارد فرانکلین آلبی در تاریخ ۱۲ مارس ۱۹۲۸ به دنیا آمد. دو هفته پس از تولد این کودک که ادوارد نام داشت را مدیر ثروتمند تئاتری در نیویورک به نام رید آلبی و همسرش فرانسیس به فرزندخواندگی قبول کردند و نام کوچک دوم فرانکلین را بر وی نهادند. پدر واقعی ادوارد مادرش را ترک کرده بود و مادرش لوئیس هاروی او را به خانواده آلبی سپرد. به این ترتیب ادوارد فرانکلین در ناز و نعمت بزرگ شد و در بهترین مدارس تحصیل کرد. ادوارد در شش سالگی دریافت که آلبی‌ها پدر و مادر واقعی او نیستند و او به فرزندخواندگی پذیرفته شده‌است. رابطه ادوارد با پدر و مادر خوانده‌اش چندان گرم و صمیمانه نبود، مادرش سلطه‌گر و از لحاظ احساسی سرد بود و پدر خود را درگیر تربیت ادوارد نمی‌کرد. صمیمانه‌ترین رابطه‌هایش در آن سال‌ها را با پرستارش آنیتا و مادربزرگش داشت. ادوارد آلبی گفته که او در ابتدا در برابر خانواده و رفتار متعصبانه و افاده‌ای آن‌ها شورش کرد اما بعدها رفتار آن‌ها را در قالب شخصیت‌های نمایش‌نامه‌هایش به هجو کشید. وی اگر چه در مدارس خصوصی و معتبری ثبت‌نام می‌شد اما سه بار از این مدارس در نیویورک، نیوجرسی و پنسیلوانیا اخراج شد. با این حال او علاقه خود را در نوشتن شعر و داستان پیدا کرد و در دوره نوجوانی برخی از نوشته‌هایش در مجله ادبی مدرسه چاپ شد. پس از فارغ‌التحصیلی به کالج ترینیتی در کانکتیکت رفت و در آنجا در چندین تئاتر بازی کرد و متن‌هایش را در مجله‌ای ادبی به چاپ سپرد اما دیری نپایید که به علت عدم حضور در کلاس از کالج اخراج شد. در همان سال بود که پس از دعوایی که با پدر و مادرش داشت خانه را ترک کرد.

### ترک خانه
آلبی دهه ۱۹۵۰ را در دهکده گرینویچ سپری کرد و در آنجا به کارهای سطح پایینی چون دستفروشی و پادویی پرداخت و ۱۰ سال زندگی با مشقت را تجربه کرد. در آنجا با ویلیام فلانگن منتقد موسیقی هرالد تریبون آشنا شد و این آشنایی رابطه عمیق عاطفی بین آن‌ها به وجود آورد. فلانگن علاوه بر نقشی که به عنوان یار برای ادوارد جوان داشت به نوعی راهنما و مرشد او نیز به‌شمار می‌رفت. گرینویچ که در آن سال‌ها شباهت‌هایی با پاریس دهه ۱۹۲۰ داشت، مدام میزبان افراد و رویدادهای متعدد هنری بود. در همین ایام بود که آلبی توانست یوجین اونیل و تی اس الیوت را ملاقات کند.
آلبی که به شدت علاقه‌مند بود نویسنده شود در طول یک حدود یک دهه، ۹ نمایشنامه چندین داستان و بیش از ۱۰۰ شعر نوشت اما هیچ‌یک آن‌ها توفیق چاپ نیافت.

در آن سال‌ها بود که با تورنتون وایلدر آشنا شد. وی که خود از نمایشنامه نویسان مشهور آن دوران بود، آلبی را تشویق به نوشتن نمایشنامه کرد که نتیجه آن داستان باغ وحش (۱۹۵۸) شد و آلبی آن را به عنوان هدیه تولد ۳۰ سالگی به خودش تقدیم کرد.

### فعالیت حرفه‌ای
موفقیت هنری و مالی داستان باغ وحش، موقعیت آلبی را به عنوان نمایشنامه‌نویس حرفه‌ای تثبیت کرد.

### مرگ
ادوارد آلبی در تاریخ ۱۶ سپتامبر ۲۰۱۶ و پس از دوره کوتاهی بیماری در ۸۸ سالگی درگذشت.

## سبک
مضمون اصلی اکثر نمایشنامه‌های آلبی عدم ارتباط میان انسانها و شکست روابط انسانی است. این دست‌مایه بیشتر در قالب موضوعاتی چون زندگی زناشویی، نحوه تربیت فرزندان، مذهب و زندگی راحت و بی‌دغدغه طبقه متوسط و بالای جامعه در آثار او تجلی می‌یافت.

## نمایشنامه‌ها
1. داستان باغ وحش (۱۹۵۸)
2. مرگ بسی اسمیت (۱۹۵۹)
3. رویای آمریکایی (۱۹۶۰)
4. چه کسی از ویرجینیا وولف می‌ترسد؟ (۱۹۶۱–۱۹۶۲)
5. آلیس کوچولو (۱۹۶۴)
6. توازن ظریف (۱۹۶۶)
7. چشم‌انداز دریایی (۱۹۷۵)
8. لولیتا (اقتباسی از رمان ولادیمیر ناباکوف) (۱۹۸۱)
9. سه زن بلندبالا (۱۹۹۰–۱۹۹۱)
10. فاتح(2001) انتشارات نظام الملک
11. بز، یا سیلویا کیست؟ (۲۰۰۲)